# Narcissus serotinus
Narcissus serotinus ist eine Pflanzenart aus der Familie der Amaryllisgewächse (Amaryllidaceae). Der Botaniker John W. Blanchard ordnet diese Narzissenart der Sektion Serotini zu.

## Erscheinungsbild
Diese Art unterscheidet sich von den übrigen Narzissenarten durch die äußerst kleine Nebenkrone. Diese ist nur 1 Millimeter hoch und hat einen Durchmesser von 2 Millimeter. Die Farbe ist ockergelb bis orange. Die Perigonblätter sind dagegen bis zu 4 Millimeter breit und 15 Millimeter lang und von reinweißer Farbe. Die Pflanze erreicht insgesamt eine Höhe bis zu 15 Zentimeter. Die Pflanze bildet bis zu drei Blüten je Blütenstandsschaft aus.

## Verbreitungsgebiet
Narcissus serotinus gehört zu den sehr weit verbreiteten Narzissenarten. Sie ist fast im gesamten Mittelmeerraum entlang der Küsten zu finden.

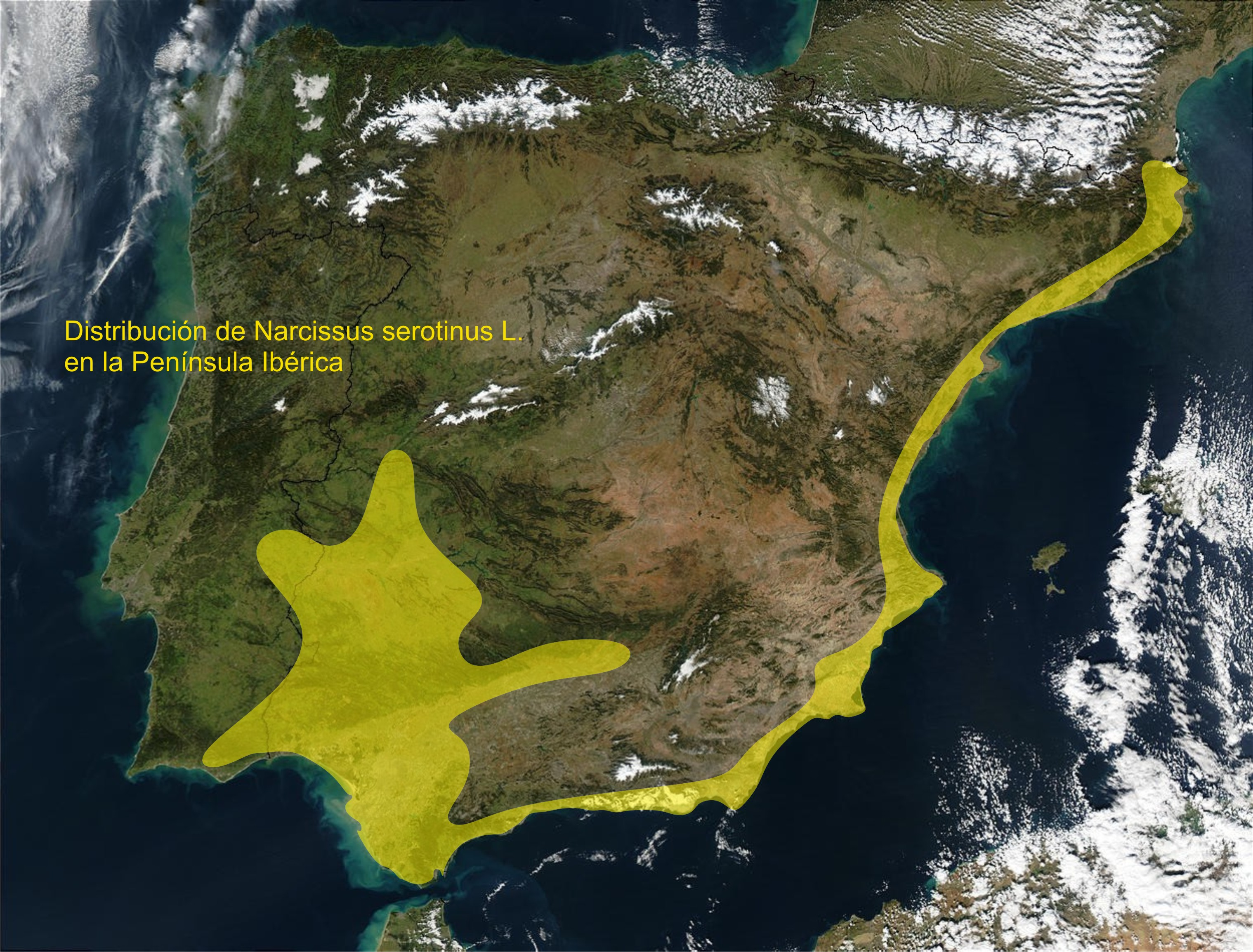
Verbreitung von Narcissus serotinus auf der Iberischen Halbinsel

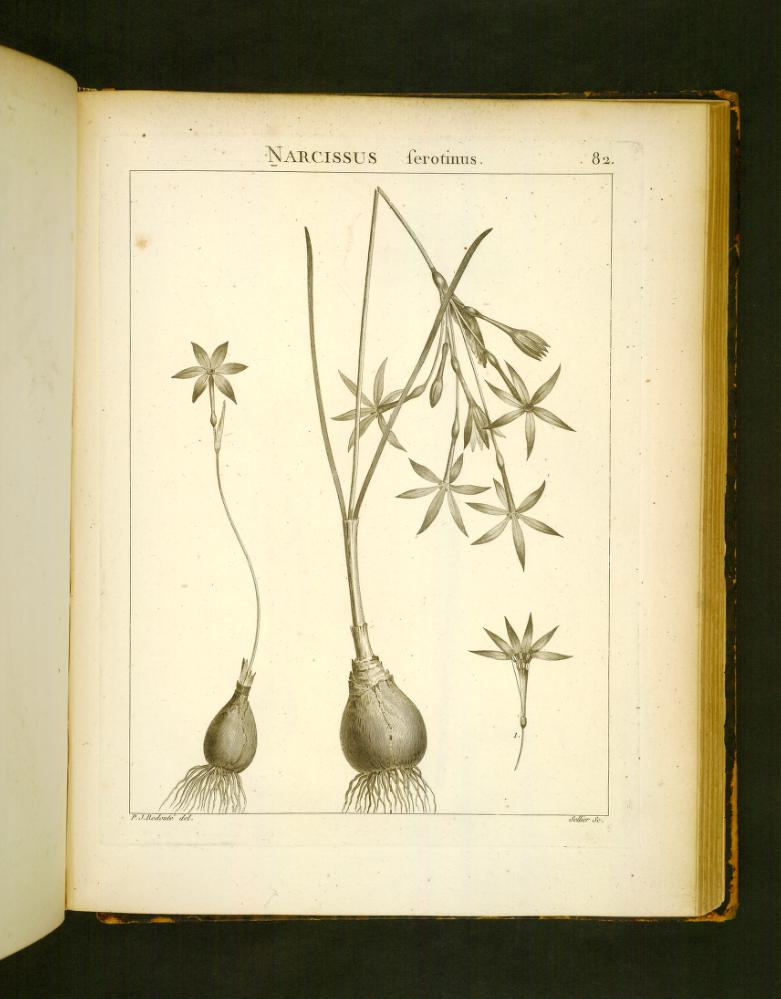
Narcissus serotinus Illustration in der Flora Atlantica vol. 1 plate 82 (1788–1789) von René Desfontaines